# 高田久徳
高田 久徳（たかた ひさのり）は、日本の実業家、投資家。
東京理科大学イノベーション・キャピタル株式会社共同創業者・代表取締役。
東京理科大学・共創型デザインイノベーション研究部門客員教授。

## 来歴
福岡県出身。福岡県立福岡高等学校を経て、慶應義塾大学経済学部卒業、東京理科大学大学院経営学研究科技術経営修士課程修了（優秀学生賞）、東京理科大学・共創型デザインイノベーション研究部門客員教授、オックスフォード大学サイード・ビジネス・スクールExecutive Education Leadership Program 修了。
大学卒業後、第一生命保険相互会社(現第一生命保険株式会社)、Mountain Capital Advisors(現The Carlyle Group(カーライル・グループ))及び農林中央金庫に勤務し、ニューヨーク及び東京に於いてM&Aファイナンス、ベンチャー投資、プライベート・エクイティ投資及びクレジット投資業務等に従事。2015年に学校法人東京理科大学のスタートアップ支援等を担う株式会社TUSビジネスホールディングス（現東京理科大学インベストメント・マネジメント株式会社）に参画し取締役に就任。2016年より学校法人東京理科大学の基金運用におけるインベストメント・コミッティ・メンバー兼財務担当理事補佐を務め、2018年に東京理科大学イノベーション・キャピタル株式会社を設立し代表取締役に就任。内閣府SDGs産学官民事業創生・地方創生・教育創生連携ネットワーク分科会長。